# Phare de Cabo de las Salinas
Le Phare de Cabo de las Salinas est un phare situé sur un promontoire du même nom, proche de la ville de Santanyí, au sud de l'île de Majorque, dans l'archipel des Îles Baléares (Espagne). En 1982, il fut le premier d'Espagne à être alimenté à partir de panneaux solaires.
Il est géré par l'autorité portuaire des îles Baléares (Autoridad Portuaria de Baleares) au port d'Alcúdia.

## Histoire
Dans un premier temps, le phare était prévu près de la côte. Pour prévenir l'action de la mer, le second projet a placé le phare à 60 mètres de la côte. Il a été inauguré le 31 août 1863. À l'origine il était doté d'un objectif catadioptrique de 6e ordre avec une focale de 300 mm de focale, alimentée à l'huile d'olive, qui émettait une lumière blanche fixe.
En 1917, un système rotatif a été installé pour émettre un feu à occultations à partir d'une lampe à acétylène émettant jusqu'à 12 milles nautiques. Elle fut remplacée en 1957 par une alimentation à l'huile. Cette même année, la hauteur de la tour a été augmentée de 6,5 mètres.
En 1960 le phare a été électrifié. Il lance depuis lors trois flashs toutes les 20 secondes. En mai 1960, une éolienne a été mise en service pour l'alimentation électrique. En raison de l'absence de vent à la vitesse requise, elle a été remplacée par deux générateurs. Dans les années 1980, des panneaux solaires ont pris le relais.
Identifiant : ARLHS : BAL-070 ; ES-33890 - Amirauté : E0314 - NGA : 4872 .
|          |
| Le phare |

|          |
| Le phare |